# Alberto Stefanelli
Alberto Stefanelli (Nocera Umbra, 4 febbraio 1935) è un ex calciatore italiano, di ruolo centrocampista.

## Caratteristiche tecniche
Era un centromediano.

## Carriera
Nella stagione 1955-1956, nella stagione 1956-1957 e nella stagione 1957-1958 ha giocato in Serie C con il Catanzaro. Ha in seguito giocato in Serie B con Vigevano (nella stagione 1958-1959), Cagliari (nella stagione 1959-1960) e Parma (nella stagione 1961-1962), per complessive 80 presenze nella serie cadetta. Ha poi trascorso la stagione 1962-1963 all'Arezzo, nuovamente in Serie C.